# Lepanthopsis stellaris
Lepanthopsis stellaris là một loài thực vật có hoa trong họ Lan. Loài này được Dod mô tả khoa học đầu tiên năm 1978.